# Parafia Narodzenia Najświętszej Maryi Panny i św. Antoniego w Majdanie Leśniowskim
Parafia Narodzenia Najświętszej Maryi Panny i św. Antoniego w Majdanie Leśniowskim – parafia Kościoła Polskokatolickiego w RP, położona w dekanacie lubelsko-chełmskim diecezji warszawskiej. Msze św. celebrowane są w niedzielę i święta o 9:00 i 10:30.
Parafia polskokatolicka w  Majdanie Leśniowskim została założona w 1928 z inicjatywy ks. Czesława Skibińskiego, który pierwsze nabożeństwa w języku polskim odprawiał przy ołtarzu polowym. W pierwszych miesiącach działalności duszpasterza wspierali działacze ruchu ludowego i chłopskiego, a także rzemieślnicy. Niedługo później parafianie przystąpili do budowy drewnianego kościoła, którego proboszczem został ks. Zygmunt Ancerewicz. W latach 1934–1976 proboszczem parafii był ks. Stanisław Banasiak, który przez dekady animował życie duchowe i społeczne w wiosce, był także inicjatorem powstania nowego, murowanego kościoła parafialnego, znajdującego się w centrum miejscowości. 5 września 2010 w parafii gościł bp prof. dr hab. Wiktor Wysoczański, który dokonał kanonicznej wizytacji oraz udzielił młodzieży sakramentu bierzmowania.  Obecnie parafia jest najliczniejszą wspólnotą wyznaniową swojego dekanatu, od 1987 kieruje nią ks. Jacenty Sołtys.